# Mundial 78: Verdad o Mentira
Mundial 78: Verdad o Mentira é um documentário dirigido por Christian Rémoli que esmiúça a controversa conquista da Copa do Mundo FIFA de 1978 pela Seleção Argentina, mas abordando com mais detalhes a polêmica partida "Argentina 6 x 0 Peru". Esta partida é polêmica pois, para se classificar a final, a Argentina por meios não muito esclarecidos até hoje, conseguiu que seu jogo fosse adiado para já entrar em campo sabendo que placar precisaria. Precisando de uma goleada por 4 gols de diferença, a equipe conseguiu terminar a partida com uma diferença de 6 gols, em uma atuação desastrosa - e suspeita - do goleiro peruano
Além de relatar atitudes no mínimo suspeitas - como a ida do presidente argentino Jorge Rafael Videla ao vestiário do Peru, e a doação milionária de trigo do governo argentino ao peruano - o filme traz também versões que asseguram a legalidade do jogo.
Por tocar em assuntos delicados, o filme chegou a ser censurado na Argentina. Atualmente, porém, integra a lista oficial dos filmes para conscientizar o mundo das tragédias do terrorismo argentino praticado no Regime Militar daquele país.

## Sinopse
| “ | Documentário sobre a organização, a cargo das Forças Armadas, da Copa do Mundo de Futebol de 1978 na Argentina. A partir de imagens de arquivo e de uma grande variedade de entrevistados, investiga-se a apropriação indébita de fundos na construção da infraestrutura para o evento; a propaganda oficial; o comportamento da sociedade; a controvérsia sobre o suposto favoritismo em relação à equipe argentina que foi campeã do mundo; e o papel dos jornalistas estrangeiros em denunciar as violações dos direitos humanos que ocorreram na Argentina. | ” |

## Créditos
O filme conta com os testemunhos de:
| - Carlos Ares - Miguel Bonasso - Héctor Vega Onesime - Julio Grondona - Adrián Paenza - Diego Bonadeo - Enrique Macaya Márquez - Ricardo Petracca - Ubaldo Fillol - Fernando Vaca Narvaja - Abel Madariaga - Adolfo Pérez Esquivel - Eduardo Anguita - Lila Pastoriza - Nora Cortiñas | - Oscar Ortíz - Alberto Tarantini - Juan José Panno - César Luis Menotti - Ricardo Pizzarotti - Omar Larrosa - Norberto Alonso - Roberto Rivelino - José Velasquez - Mario Kempes - Ramón Quiroga - Luis Trisano - Rodulfo Manso - Mario Escobar |

### Ficha Técnica
- Direção, Roteiro e Produção: Christian Rémoli
- Roteiro: Christian Rémoli
- Fotografia: Jorge Gil, Marcelo Denis, Fernando López
- Montagem:: Gustavo Mona, Gustavo Gatto, Guillermo Bengoelea

## Prêmios
- Melhor Documentário Jornalístico - Festival Documentalistas de Benos Aires (2007).